# Ohne Atempause

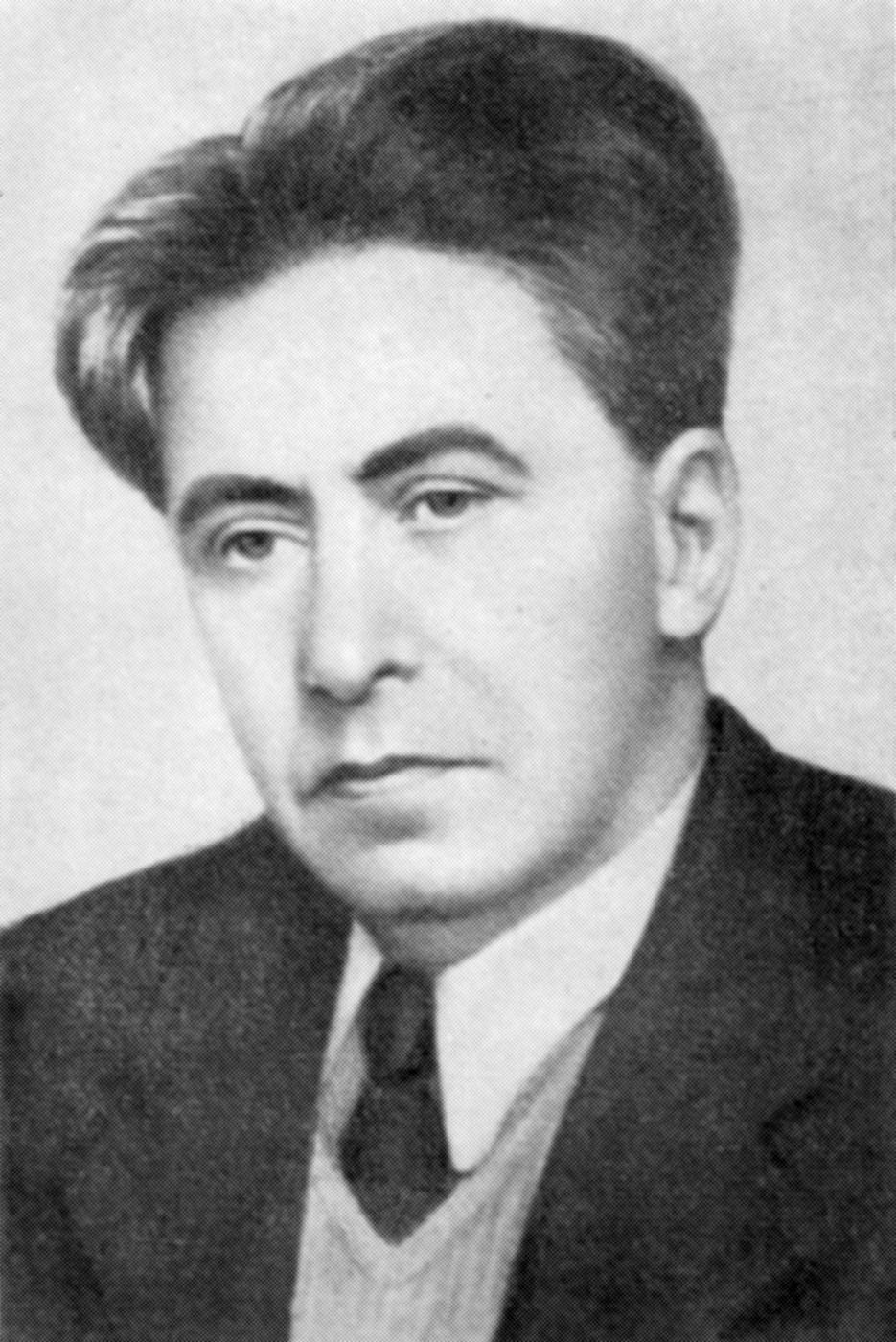
Ilja Ehrenburg

Ohne Atempause (russ. Не переводя дыхания, Ne perewodja dychanija) ist ein Entwicklungsroman des russischen Schriftstellers Ilja Ehrenburg, der vom November 1934 bis zum Januar 1935 in Paris geschrieben – 1935 im Märzheft der Moskauer Literaturzeitschrift Snamja erschien.

## Entstehung
Obwohl in Paris lebend, nahm Ilja Ehrenburg von 17. August bis zum 1. September 1934 am 1. Kongress des Schriftstellerverbandes der UdSSR teil und spielte dort eine der Hauptrollen. Nach seiner Rückkehr in die französische Metropole schrieb er, als maßgeblicher sowjetischer Autor dem Sozialistischen Realismus verpflichtet, Ohne Atempause. Der Roman, dem 2. Fünfjahresplan der Sowjetunion gewidmet, fand 1935 zwar den Beifall der sowjetischen Literaturkritik, jedoch der Autor hielt sein Produkt für weniger gut gelungen.

## Inhalt
Komsomolzen und andere Kommunisten sind aus dem europäischen Teil der Sowjetunion in die Gegend um Archangelsk, also in den Lebensraum der Nenzen und Pomoren gekommen, um dort den Sozialismus aufzubauen. Dort leben heißt 1934 in jenen polaren Regionen gegen die Kulaken kämpfen, Sümpfe um die Dwina, die Suchona, den Jug, die Wytschegda und die Wologda trockenlegen sowie Flößen und Sägen des kostbaren Holzes.
Der Vater des 24-jährigen Russen Genja Sinizyn war Schriftsetzer am Ufer des Onegasees. Genja und Lolja Tatajewa haben geheiratet. Als die gemeinsame Tochter Dascha des Ehepaares – noch nicht einmal ein Jahr alt – an Diphtherie stirbt, geht die Ehe entzwei. Genja, der Mann mit den grünen Augen, kommt über den Verlust schnell hinweg: „Lolja war ein Irrtum“. Er profiliert sich auf Versammlungen seiner Partei am Präsidiumstisch als Redner. Als draußen auf einer der Baustellen wieder einmal ein Komsomolze zu Tode kommt – Zwetkow wurde von einem Bagger erdrückt – geht er hin und redet mit den Leuten. Seine Belehrung kommt nicht gut an. Mehr noch – Hass schlägt ihm entgegen. Einer ruft: „Eingebildeter Fatzke!“ Genja resigniert und denkt neiderfüllt, der seiner Ansicht nach dumme Petja Mesenzew wird Komsomolsekretär werden. Genja denunziert Petja bei den leitenden Genossen. Petja habe in eine fremde Klasse eingeheiratet. Dessen Frau Warja Stassowa sei eine Kulakentochter. Das stimmt zwar, aber es erweist sich, Warja ist bei einer linientreuen Tante aufgewachsen. Warja geht zu den Flößern und wird eine geachtete Wiedenbinderin.
Genja lässt sich mit der zwei Jahre älteren dünnen, blassen Natascha Krasnikowa ein. Die junge Frau arbeitet am Forstinstitut. Natascha erscheint – ebenso wie Lolja – Genja als nicht die Richtige. Was am Polarkreis tun? Tolstois und Stendhals Romane sind langweilig.
Nach dem Willen des 47-jährigen Genossen Golubjow, Chef der Floßsperren, soll der „befähigte Jugendorganisator“ Genja ein Hochschulstudium aufnehmen. Genja unterstützt nun die Kandidatur Petjas für den Posten des Komsomolsekretärs und möchte nach Moskau.
In Moskau projektiert Genja monatelang eine Seilbrücke. Das Projekt fällt durch. Die erforderlichen Seile werden im Inland nicht hergestellt. Zudem müsse sich Genja bei allem Talent mathematisch bilden. Das erforderliche jahrelange Studium ist Genjas Sache nicht. Aber er will auch nicht – wie alle – einer gewöhnlichen Tagesarbeit nachgehen.
Also – setzt Genja seiner neuen Moskauer Freundin Vera Gorlowa auseinander – will er schreiben. Vera, Tochter eines Rechtsanwalts, hatte sich nach dem Tod des Vaters drei Jahre als Arbeiterin in einer Textilfabrik bewährt und war in eine Technische Hochschule aufgenommen worden.
Genja beichtet Vera, er habe Petja Mesenzew für einen Dummkopf gehalten, weil dieser Rücksicht auf die anderen genommen habe. Moskau mit seinen Menschenmassen sei nichts für Genja. Er wolle unter harten Bedingungen leben und müsse sich von Vera trennen, obwohl er sie von Herzen liebe. Lolja habe er ebenfalls geliebt, auch wenn er das Vera vorher nicht zugegeben habe. Genja fährt auf die Insel Waigatsch. Als Mechaniker will er dort, wo Zink gewonnen wird, überwintern. Vera geht nach Swerdlowsk; arbeitet im Werch-Issezki-Werk. In einer Grußsendung im Radio an die Überwinterer meldet sich auch Vera zu Wort und spricht: „Genja, hörst du mich? Hier spricht Vera Gorlowa, Deine Frau … Ich warte auf dich …“ Genja hört es und seine grünen Augen strahlen.

## Nebendinge
Ilja Ehrenburg streut Sowjeterrungenschaften in den Text ein. Rheumatismusgeplagte Flößer sollen zur Kur nach Solwytschegodsk, Krasnoborsk oder Totma eingewiesen werden.
Namen von ausgezeichneten Arbeitern kommen ans Rote Brett.
Der Botaniker Iwan Nikititsch Ljass, vermutlich ein Abbild Trofim Lyssenkos, passt zu den Romantikern im Hohen Norden. Der Wissenschaftler Ljass schwärmt von Schiffen auf der Linie Archangelsk-Wladiwostok, vom Anbau von Maulbeerbäumen am 65. Breitengrad, jarowisiert am Landwirtschaftlichen Institut Archangelsk Weizen und wird von der gestandenen Bauernschaft missmutig abgelehnt. Ljass gibt nie auf. Der zähe Forscher überwintert auf der Insel Kolgujew.

## Deutschsprachige Ausgaben
- Ohne Atempause. Aus dem Russischen von Ruprecht Willnow. S. 281–495 in: Ilja Ehrenburg: Der zweite Tag. Ohne Atempause. Romane. Mit einem Nachwort von Ralf Schröder. Verlag Volk und Welt, Berlin 1974 (1. Aufl., verwendete Ausgabe)
- Ohne Atempause. Übersetzung Lotte Schwarz. Prag: Malik, 1936